# Pettis megye
Pettis megye az Amerikai Egyesült Államokban, azon belül Missouri államban található. Megyeszékhelye és legnagyobb városa Sedalia. Lakosainak száma 42 980 fő (2020. április 1.). Pettis megye Saline, Benton, Cooper, Morgan, Henry, Johnson és Lafayette megyékkel határos.

## Népesség
A megye népességének változása:
| Lakosok száma | 42 246 | 42 114 | 42 257 | 42 205 | 42 255 | 42 980 |
|               | 2010   | 2011   | 2012   | 2013   | 2015   | 2020   |